# Sfântul Ioan Botezătorul (Tițian)
Sfântul Ioan Botezătorul este o pictură în ulei pe pânză (201x134 cm) realizată de Tițian în anul 1540. Ea este expusă în prezent în Gallerie dell'Accademia din Veneția. Este semnată „TICIANVS”.

## Istoric
Pictura a împodobit altarul Sfântului Ioan din Biserica Santa Maria Maggiore din Veneția⁠(it)[traduceți], de unde a fost scoasă și transferată în Galeriile Academiei în 1807, atunci când biserica a fost desacralizată. Nu există nicio documentație care să indice o datare precisă, iar momentul realizării picturii este încadrat între anii '30 ai secolului al XVI-lea, din motive stilistice, și 1557, an în când a fost descrisă de Ludovico Dolce în Aretino.
O data plauzibilă pare a fi 1540 (potrivit istoricilor de artă Valcanover și Spadavecchia), în perioada în care stilul de pictură al lui Tițian era mai apropiat de stilul artistic toscano-roman. Acest stil a plăcut lui Vasari și Dolce, dar nu și criticilor moderni: Longhi a criticat un anumit academicism (1946), iar Pallucchini a afirmat că „stagnarea în reprezentarea acelei posturi musculoase este evidentă în tablou”.

## Descriere și stil
În centrul picturii se află figura statuară a Botezătorului, care stă în picioare și ridică brațul drept într-un gest tipic prin care-l indică pe Isus. Pe jumătate dezbrăcat, îmbrăcat cu o piele de animal ca un pustnic și ținând în mână un băț din trestie legat pentru a forma o cruce, protagonistul este însoțit de un miel culcat și amplasat într-un peisaj împădurit. În stânga se află o piatră care taie vertical pânza și scoate în evidență, prin profilul său întunecat, figura Botezătorului, oferind profunzime întregii compoziții. În dreapta vederea merge în adâncime spre un peisaj giorgionesc alcătuit dintr-o cascadă, câțiva copaci înfrunziți, munți și nori. Prezența în spate a cursului de apă (râul Iordan) indică misiunea baptismală a lui Ioan. Pentru a scoate protagonistul cât mai mult în evidență, Tițian a folosit un orizont deosebit de jos, așa cum se procedaseră artiștii italieni în perioada anterioară.
Ies în evidență musculatura bustului, anatomia brațului contractat într-un gest de înălțare, plasticismul picioarelor puternice, elocvența posturii; toate acestea sunt elemente stilistice derivate dintr-o reinterpretare a artei clasice și, mai presus de toate, dintr-un dialog la distanță cu arta lui Michelangelo și a ucenicilor săi, care în acei ani a influențat producția artistică din întreaga peninsulă italiană și chiar din străinătate. Tițan căuta, de fapt, să realizeze în acei ani o sinteză între tradiția toscană, concentrată pe designul plastic, și cea venețiană, concentrată pe folosirea unei cromatici bogate. În această lucrare impresionează amestecul cromatic, gros și dinamic, tonurile luminoase și bogăția efectelor luminoase, puse în valoare în cursul restaurării din 1981.

## Vezi și
- Sfântul Ioan Botezătorul (pictură de Leonardo da Vinci)